# Stiftung Berliner Mauer
Die Stiftung Berliner Mauer ist eine landeseigene Stiftung des deutschen Bundeslandes Berlin, die als Museum geführt wird. Ihre Errichtung hat das Abgeordnetenhaus am 11. September 2008 (mit Zustimmung der Fraktionen von SPD, CDU, Linke und Grüne, bei Enthaltung der FDP-Fraktion) beschlossen. In der Stiftung werden die Gedenkstätte Berliner Mauer und die Erinnerungsstätte Notaufnahmelager Marienfelde zusammengefasst. Anlaufpunkt für Besucher der Gedenkstätte Berliner Mauer ist das zweigeschossige Besucherzentrum. Das in einem früheren Wohnhaus an der Bernauer Straße hergerichtete Dokumentationszentrum ist Sitz der Stiftung. Seit Oktober 2017 gehört auch die Gedenkstätte Günter Litfin offiziell zur Stiftung Berliner Mauer. Seit Mai 2018 verantwortet sie die East Side Gallery. Seit Juni 2021 wird das Parlament der Bäume gegen Krieg und Gewalt in enger Zusammenarbeit mit dem Baumpatenverein e. V. von der Stiftung betreut. Außerdem ist sie damit beauftragt, ein Konzept für einen Lern- und Erinnerungsort am ehemaligen Checkpoint Charlie zu entwickeln.

## Beschreibung
Die institutionelle Förderung der Stiftung und die Finanzierung des Grunderwerbs für die bauliche Erweiterung der Gedenkstätte Berliner Mauer entlang der Bernauer Straße erfolgen aus Mitteln des Landes und des Bundes. Für die Freiluft-Ausstellung und den Informations-Pavillon stehen Mittel der Stiftung Deutsche Klassenlotterie Berlin, des Bundes und der Europäischen Union (EFRE) aus dem Kulturinvestitionsprogramm des Landes Berlin zur Verfügung. Das Investitionsvolumen – einschließlich der Geländeherrichtung und weiterer Maßnahmen – beträgt rund 26 Millionen Euro. Eröffnet wurden an der Gedenkstätte Berliner Mauer (Stand: Frühjahr 2018) ein Besucherzentrum und die Ausstellung „Geisterbahnhöfe“ im Eingangsgebäude des Bahnhofs Nordbahnhof über die bis zum Fall der Mauer außer Betrieb genommenen S- und U-Bahnhöfe unter damals Ost-Berliner Gebiet. Bis zur Fertigstellung der Open-Air-Ausstellung im Jahr 2011 (erster Abschnitt im Juni 2010) fungierte die Stiftung auch als Bauherr.
Am 7. November 2008 konstituierte sich in Berlin der Stiftungsrat. Im Stiftungsrat sind das Land Berlin, der Bund, die Fördervereine der Gedenkstätte Berliner Mauer und der Erinnerungsstätte Notaufnahmelager Marienfelde, die evangelische Kirche und der Beirat vertreten. Zum Stiftungsratsvorsitzenden wurde André Schmitz (Berlins Kulturstaatssekretär) gewählt, zur stellvertretenden Stiftungsratsvorsitzenden Ingeborg Berggreen-Merkel (Abteilungsleiterin beim Beauftragten der Bundesregierung für Kultur und Medien). Seit 2016 hat Klaus Lederer, Senator für Kultur und Europa, den Vorsitz inne und wird vertreten durch Torsten Wöhlert, Staatssekretär für Kultur. Für die Stiftung Berliner Mauer hat sich ein Beirat konstituiert. Zum Vorsitzenden wurde der Dresdner Zeithistoriker Klaus-Dietmar Henke gewählt. Seit 2021 ist Waltraud Schreiber (Katholische Universität Eichstätt-Ingolstadt) Vorsitzende und wird vertreten durch Marianne Birthler, ehemalige Bundesbeauftragte für die Unterlagen des Staatssicherheitsdienstes der ehemaligen DDR.
Direktor der Stiftung Berliner Mauer ist der Kunst- und Architekturhistoriker Axel Klausmeier. Klausmeier war wissenschaftlicher Mitarbeiter an den Lehrstühlen für Denkmalpflege an der Brandenburgischen Technischen Universität in Cottbus und an der ETH Zürich und ist Autor zahlreicher wissenschaftlicher Werke auch zur Geschichte der Mauer. Er nahm seine Tätigkeit als Direktor der Stiftung Berliner Mauer offiziell am 1. Januar 2009 auf.

## Entwicklung

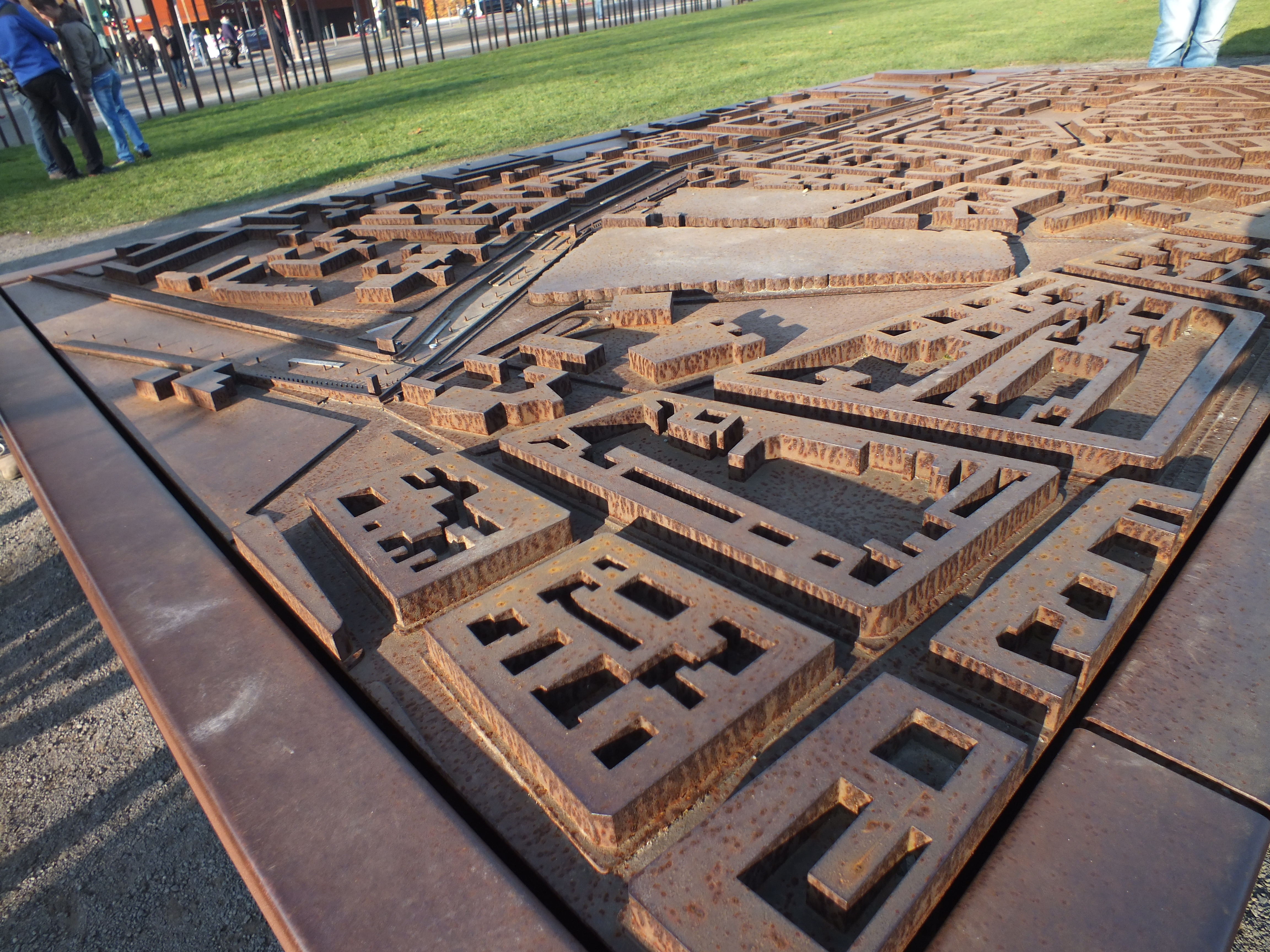
Modell des Mauerverlaufs

Wegen des zunehmenden Besucherinteresses und aus Anlass der 25-jährigen Wiederkehr des Tages der Maueröffnung erfolgte bis 2014 ein Umbau des Dokumentationszentrums und die Eröffnung der Dauerausstellung „1961 | 1989. Die Berliner Mauer“. Im Jahr 2017 wurden allein in diesem Zentrum 375.000 Besucher gezählt.
Die Freiflächen entlang der Bernauer Straße unter Einbeziehung des ehemaligen Friedhofsareals wurden so umgestaltet, dass ein plastischer Eindruck des Mauerverlaufs und des Bewachungsystems entstanden ist. Ab 2006 entwickelten die Verantwortlichen die Außenausstellung in vier Bereichen zu den Themen Die Mauer und der Todesstreifen (A), Die Zerstörung der Stadt (B), Der Bau der Mauer (C) und Alltag an der Mauer (D). Auf Modelltafeln aus Cortenstahl wurde die Mauersituation anschaulich gemacht.

## Sammlungen
Seit 2012 baut die Stiftung eine eigene Sammlung mit originalen Beständen zu den Themenkomplexen Grenzregime, Opfer, Flucht, Leben und Alltag mit der Mauer sowie der Rezeption der Teilungsgeschichte auf. Außerdem besteht ein großer Bestand an Originalobjekten zu Zeitzeugenkonvoluten. Bisher sind Teilbestände auf den Websites und Online-Angeboten verfügbar, langfristig wird eine komplette Online-Stellung der Bestände angestrebt.